# Vlkanov (Vysočina)
Vlkanov è un comune della Repubblica Ceca facente parte del distretto di Havlíčkův Brod, nella regione di Vysočina.